# What a Bounder
What a Bounder è un cortometraggio muto del 1915 diretto da W.P. Kellino.

## Trama
Un uomo accompagna un'attrice a vedere il suo film e si batte con il cattivo dello schermo.

## Produzione
Il film fu prodotto dalla Cricks.

## Distribuzione
Distribuito dalla Davison Film Sales Agency (DFSA), il film - un cortometraggio di 132,28 metri - uscì nelle sale cinematografiche britanniche nell'aprile 1915.